# Fritz Regler
Friedrich Maria Regler (* 9. März 1901 in Wien; † 25. August 1976 in Altaussee) war ein österreichischer Physiker und Hochschullehrer. Er war Rektor der Technischen Hochschule Wien und der Bergakademie Freiberg.

## Leben
Fritz Regler besuchte das k. k. Carl-Ludwig-Staatsgymnasium in der Rosasgasse in Wien-Meidling, wo er 1920 maturierte. Anschließend studierte er an der Universität Wien unter anderem bei Gustav Jäger, Eduard Haschek und Wilhelm Wirtinger Mathematik und Physik, 1924 promovierte er bei Eduard Haschek mit einer Dissertation Über die Abhängigkeit der Sättigung und des Farbtones des Lichtes der grauen Körper von ihrer Temperatur zum Dr. phil.
Nach dem Studium war er bei Guido Holzknecht im Zentralröntgeninstitut des Allgemeinen Krankenhauses Wien tätig, später bei den Firmen Siemens & Halske sowie bei Ludwig Schulmeister, einem Hersteller von Röntengeräten und elektromedizinischen Apparaten in Wien. Im Jahr 1929 gründete er unterstützt von Wilhelm Exner auf eigenes unternehmerisches Risiko eine staatlich autorisierte Versuchsanstalt für röntgentechnische, zerstörungsfreie Materialuntersuchungen. Diese führte unter anderem Auftragsarbeiten für die Österreichische Bundesbahn durch, etwa Zustandstests über die Ermüdung von Brückentragwerken. Die Anstalt leitete er bis 1938, in diesem Jahr wurde der Vertrag mit den Bundesbahnen aufgelöst.
1933 habilitierte er sich an der Technischen Hochschule Wien für Röntgenphysik, 1940 auch für Angewandte Physik. 1941 wechselte er nach vorübergehender Tätigkeit bei den Drägerwerken in Lübeck an die Bergakademie Freiberg in Sachsen, wo er ab 1942 als außerplanmäßiger Professor Leiter der Röntgenabteilung war und im Studienjahr 1945/46 das Amt des Rektors innehatte. Ab 1947 bis zu seiner Emeritierung im Jahr 1971 war er ordentlicher Professor und Leiter des Instituts für Experimentalphysik der Technischen Hochschule Wien. In den Studienjahren 1952/53 und 1953/54 war er Dekan der Fakultät für Angewandte Mathematik und Physik. 1958/59 wurde er zum Rektor der Technischen Hochschule Wien gewählt.
Ab 1950 war er Präsident der Österreichischen Physikalisch-Chemischen Gesellschaft, ab 1955 wirkliches Mitglied der Österreichischen Akademie der Wissenschaften und ab 1976 Ehrenmitglied der Österreichischen Physikalischen Gesellschaft (ÖPG). 1958 begründete Regler das Österreichische Atominstitut mit, ebenso war er am Beitritt Österreichs zur Europäischen Kernforschungsgemeinschaft CERN im Jahr 1959 sowie an der Gründung des Instituts für Hochenergiephysik der Österreichischen Akademie der Wissenschaften im Jahr 1966 beteiligt. Er entwickelte neue Methoden für die zerstörungsfreie Werkstoffprüfung und veröffentlichte über 90 Originalarbeiten sowie sieben Bücher.
Regler starb nach längerer Krankheit während eines Sommeraufenthalts in Altaussee im Alter von 75 Jahren und wurde am 7. September 1976 am Friedhof Hietzing bestattet. Er hatte sechs Kinder, darunter der Nationalratsabgeordnete Roderich Regler.
1990 wurde nach ihm die Reglergasse im 22. Wiener Gemeindebezirk Donaustadt benannt.

## Auszeichnungen
- 1962: Großes Silbernes Ehrenzeichen für Verdienste um die Republik Österreich
- 1965: Wilhelm-Exner-Medaille[3]
- 1972: Erwin Schrödinger-Preis der Österreichischen Akademie der Wissenschaften
- 1973: Österreichisches Ehrenkreuz für Wissenschaft und Kunst I. Klasse[3]

## Publikationen (Auswahl)
- 1924: Über die Abhängigkeit der Sättigung und des Farbtones des Lichtes der grauen Körper von ihrer Temperatur, Dissertation
- 1930: Röntgenographische Untersuchungen, Akademische Verlags- und Versandbuchhandlung E. Haim & Co., Wien 1930
- 1931: Grenzstrahl-Hauttherapie, gemeinsam mit Herbert Fuhs und Josef Konrad, Urban und Schwarzenberg, Wien/Berlin 1937
- 1937: Grundzüge der Röntgenphysik: eine Einführung in die Gesetze der Röntgenstrahlen zur Verwendung in Physik, Kristallographie, Medizin und Technik, Urban und Schwarzenberg, Wien/Berlin 1937
- 1939: Verformung und Ermüdung metallischer Werkstoffe im Röntgenbild, Hanser-Verlag, München 1939
- 1943: Die Optik der Röntgenstrahlen
- 1943: Das Ringfilm-Rückstrahlverfahren
- 1959: Interkristallines Verhalten der Aluminium-Werkstoffe. Unter Berücksichtigung der Verwendung in der chemischen Industrie und in der Atomtechnik
- 1966/67: Einführung in die Physik der Röntgen- und Gammastrahlen. Unter Berücksichtigung der Elektronen- und Neutronenbeugung, Thiemig-Verlag, München 1966/67
- 1974: Licht und Farbe: physikalische Grundlagen und Anwendungen. Thiemig-Verlag, München 1974, ISBN 978-3-521-06083-8